# Ratsmühle Lüneburg

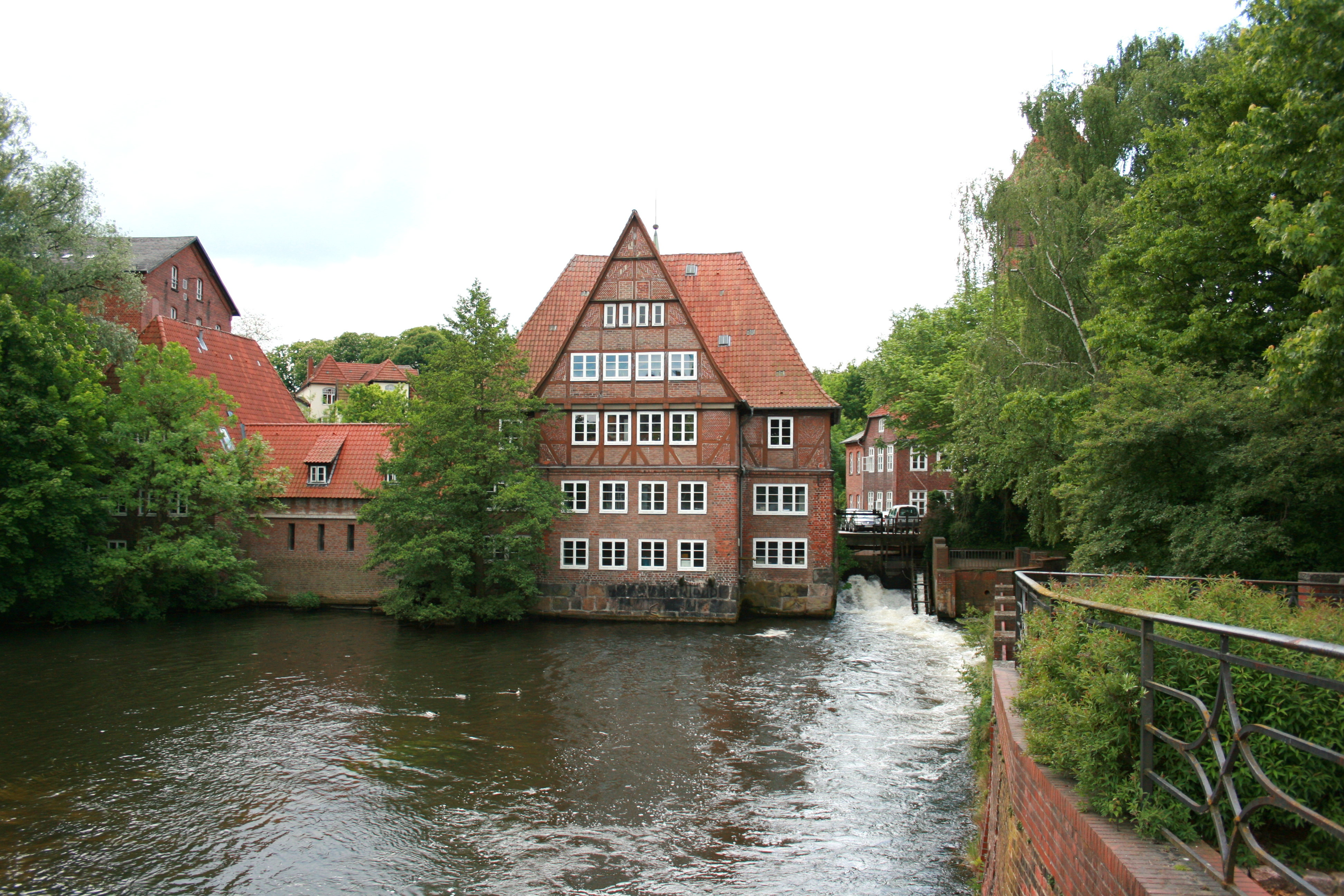
Ratsmühle Lüneburg an der Ilmenau

Die Ratsmühle, früher auch Stadtmühle, ist eine ehemalige Wassermühle in Lüneburg. Sie ist die vorderste Mühle im Verlauf der Ilmenau im Stadtgebiet.

## Geschichte
Die Mühle wurde im 14. Jahrhundert an der Ilmenau errichtet. Sie wurde als Getreidemühle, Walkmühle, Lohmühle sowie als Papier-, Öl- und Schleifmühle genutzt.
Ursprünglich war die Ratsmühle Besitz der Landesherrschaft. Am 31. Juli 1332 wurde sie von den Herzögen Otto III. und Wilhelm II. für 500 Mark „lötigen“ Silber an den Lüneburger Bürgermeister Albert van der Molen und dessen Söhne verkauft. Im Jahre 1370 befand sich die Mühle im Besitz der Brüder Geverd und Ditmer van der Molen, jedoch wurde Geverd van der Molen 1375 durch Kauf Alleineigentümer. 1399 ging die Mühle in den Besitz des Senators Johann von Empsen über und später gelangte sie an die Stadt Lüneburg.
1572 wurde neben der Mühle ein Wasserturm von der Ratswasserkunst-Gesellschaft erbaut. Ein Schöpfwerk transportierte das Wasser des Flusses in den Turm, von wo aus es die Bürger Lüneburgs mit Wasser versorgte.

## Gebäude

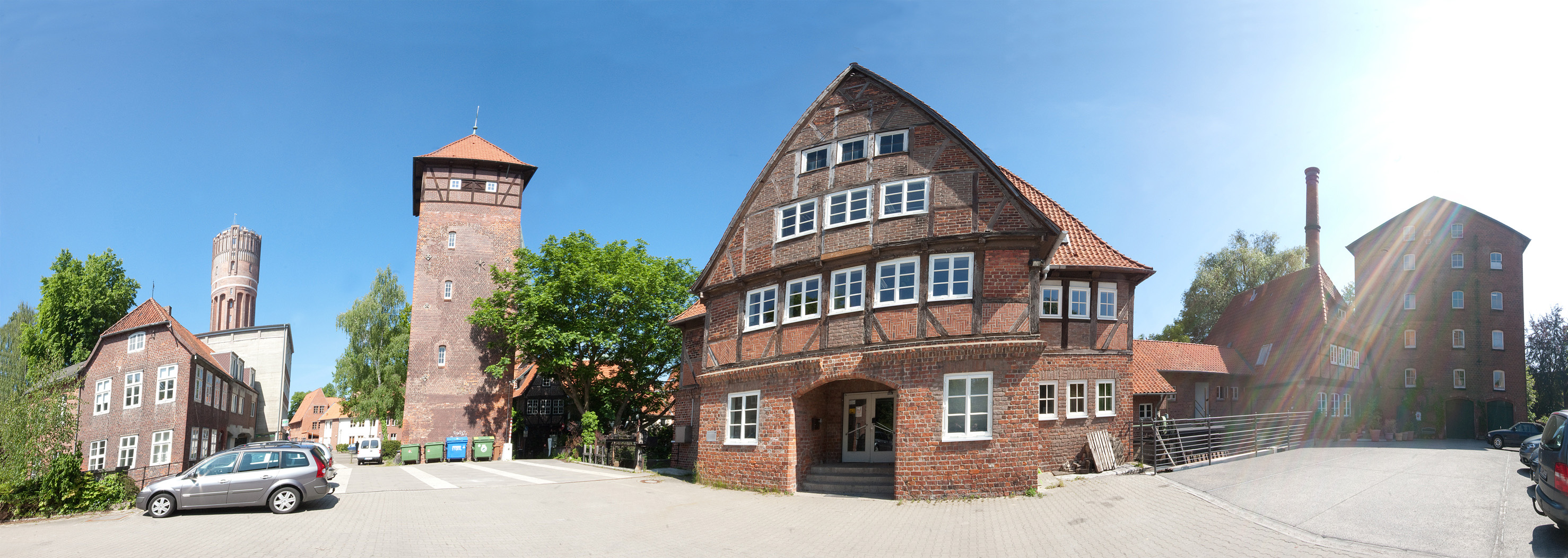
Panorama der Mühlenanlage von der Landseite

Beim Gebäude der Ratsmühle handelt es sich um einen einfachen Fachwerkbau aus dem Jahre 1597. Bei einer Bestandsaufnahme vom 16. Oktober 1794 wurden zwei Gebäude erwähnt, bei dem das Größere drei Eingänge hatte.